# 图尔布雷亚乡
图尔布雷亚是罗马尼亚戈尔日县的一个鄉份，面积67.54平方公里，人口4,603人（2007年）。
羅馬尼亞裔美國運動員康斯坦丁娜·托梅斯庫·迪塔生於當地。